# Robert Gernhardt

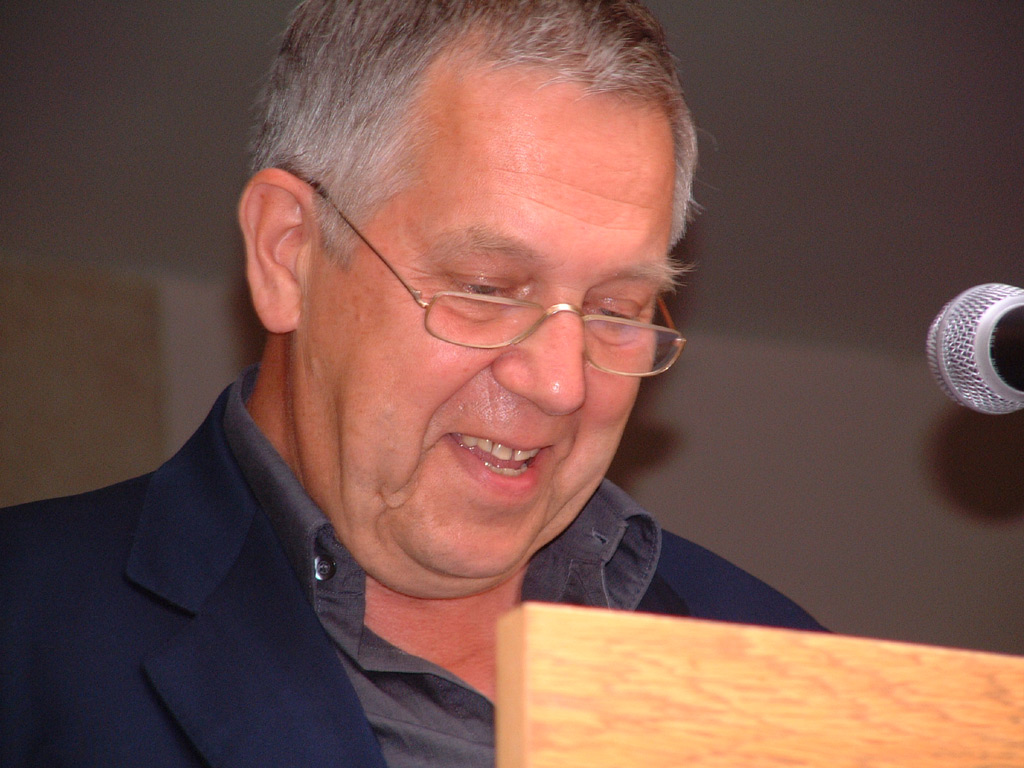
Robert Gernhardt bei einer Lesung im Evangelischen Stift Tübingen (2001)

Robert Johann Arthur Gernhardt (* 13. Dezember 1937 in Tallinn, Estland; † 30. Juni 2006 in Frankfurt am Main) war ein deutscher Schriftsteller, Dichter,  Zeichner und Maler, der vor allem durch seine Satiren und seine komischen Gedichte und Zeichnungen in der Tradition Wilhelm Buschs bekannt wurde. Er war Redakteur der Zeitschrift Pardon sowie Mitbegründer der Neuen Frankfurter Schule und des Satiremagazins Titanic.  

## Leben

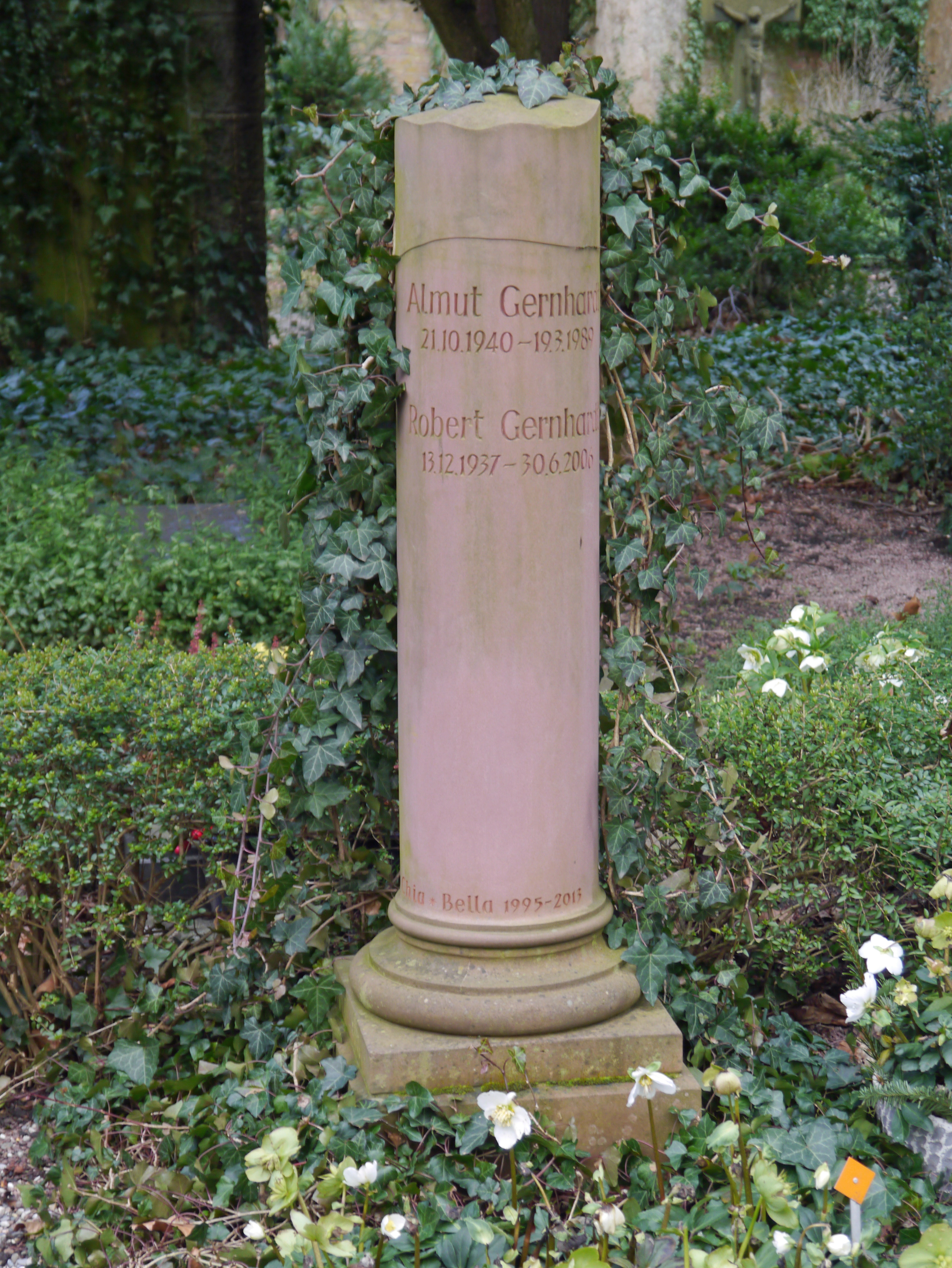
Grab von Almut und Robert Gernhardt auf dem Hauptfriedhof in Frankfurt am Main

Robert Gernhardts Vater war Richter. Die Familie Gernhardt gehörte in Estland zur Minderheit der Deutsch-Balten und musste 1939 nach Posen übersiedeln.
1945 fiel der Vater als Soldat im Zweiten Weltkrieg. Nach Kriegsende floh die Mutter mit den Söhnen Robert, Per und Andreas über Thüringen nach Bissendorf. 1946 kam die Familie nach Göttingen. Nach Abschluss seiner Schulausbildung 1956 studierte Gernhardt Malerei an der Staatlichen Akademie der Bildenden Künste in Stuttgart und der Akademie der Künste in Berlin sowie Germanistik an der FU Berlin. Seit 1964 lebte er als freiberuflicher Maler, Zeichner, Karikaturist und Schriftsteller in Frankfurt am Main. 1972 kaufte er in der Gegend von Arezzo in der Toskana ein altes Gebäude, wo er fortan viel Zeit verbrachte. 1965 heiratete er die Malerin Almut Ullrich (1940–1989). 1990 ging Gernhardt eine zweite Ehe mit Almut Gehebe ein. 1996 musste er sich einer schweren Herzoperation unterziehen.
Gernhardt war 1999/2000 Stipendiat am Wissenschaftskolleg Berlin. Im Sommersemester 2001 hielt er die Frankfurter Poetikvorlesungen zum Thema „Was das Gedicht alles kann: Alles“. Dieselben Vorlesungen über Lyrik hielt er im Wintersemester 2005/2006 als Heine-Gastprofessor  an der Heinrich-Heine-Universität Düsseldorf. 2006 war er kurze Zeit als residenter Autor an der University of Warwick in England tätig. 
Seit Juli 2002 wusste Gernhardt, dass er Darmkrebs hatte. Am 30. Juni 2006 erlag er der Krankheit in Frankfurt. Er wurde auf dem Frankfurter Hauptfriedhof beigesetzt.

## Werk
Von April 1964 bis Dezember 1965 war Gernhardt Redakteur der Satirezeitschrift Pardon, bei der er 1964 einer der Mitbegründer der Nonsensbeilage Welt im Spiegel war, die bis 1976 erschien und die neuere humoristische Literatur erheblich und maßgeblich beeinflusste. Gernhardt hatte eine Reihe von Ausstellungen und Ausstellungsbeteiligungen unter anderem in Berlin, Frankfurt am Main, Basel und Regensburg. Er war Mitglied des Deutschen Künstlerbundes. Zusammen mit F. W. Bernstein, F. K. Waechter, Chlodwig Poth, Eckhard Henscheid, Bernd Eilert, Peter Knorr und Hans Traxler war er Mitbegründer der Neuen Frankfurter Schule, deren Publikationsorgan nach der Zeitschrift pardon das Satiremagazin Titanic wurde. 1974 liefen im Hessischen Rundfunk sechs Folgen der Radiosendung HELP, ein satirisches Aushilfsmagazin, das in Zusammenarbeit mit Peter Knorr entstand. Von 1975 bis 1978 wurden 8 Folgen der Fernsehsendung Dr. Muffels Telebrause produziert, einer Comedyshow von Robert Gernhardt, Bernd Eilert und Peter Knorr. In den 1980er Jahren war Gernhardt gemeinsam mit Eilert und Knorr unter dem Kürzel GEK-Gruppe Co-Autor diverser Otto-Shows. Er gab auch Bücher von Otto Waalkes heraus und war am Drehbuch von vier „Otto-Filmen“ beteiligt.
Mit Glück Glanz Ruhm (1983), Gedanken zum Gedicht (1990) und Der letzte Zeichner (1999) trat Gernhardt als Essayist hervor.
Schon seit Beginn der 1980er Jahre veröffentlichte Gernhardt Gedichte (Wörtersee, 1981) und wurde im Laufe der 1990er Jahre zunehmend auch von der Kritik als bedeutender Lyriker anerkannt. Zu nennen sind vor allem die Gedichtbände Weiche Ziele (1994), Herz in Not (1996), Lichte Gedichte (1997), Die K-Gedichte (2004) und Später Spagat (2006 posthum erschienen).
Er gilt heute als einer der wichtigsten zeitgenössischen Dichter deutscher Sprache. Sein Werk hat sich dabei von den Nonsense-Versen und den humoristischen Formen der 1960er und 1970er Jahre zu einer vielseitigen Lyrik weiterentwickelt, die Gernhardt auch stets um neue Töne erweiterte. So parodierte er lyrisch verschiedene Textsorten, das berühmteste Beispiel ist das Sonett Materialien zu einer Kritik der bekanntesten Gedichtform italienischen Ursprungs, eine scheinbar wütende Invektive gegen eben diese Gedichtform und  deren Verfasser. Die Begleitumstände seiner Herzoperation verarbeitete Gernhardt in dem aus 100 reimlosen Siebenzeilern bestehenden Gedichtzyklus Herz in Not. Auch über seinen Kampf mit dem Krebs ab 2002 verfasste er mehrere Gedichte, die den ersten Teil der K-Gedichte darstellen. Seit 2003 las er in der Sendung Druckfrisch in der ARD regelmäßig ein zeitkritisches Sonett. 
Gernhardts Nachlass liegt im Deutschen Literaturarchiv Marbach. Aus den rund 40.000 Seiten umfassenden Aufzeichnungen in den sogenannten „Brunnen“-Heften wurde 2011 der Band Toscana mia herausgegeben, der eine Auswahl aus Gernhardts Notizen, Versen und Zeichnungen enthält, die er während der Jahre 1979 bis 2005 in seinem Haus in der Toskana zu Papier brachte. Teile des Nachlasses sind im Literaturmuseum der Moderne in Marbach in der Dauerausstellung zu sehen.

## Pseudonyme
Robert Gernhardt kommentierte später seine Verwendung von Pseudonymen während der Arbeit an Welt im Spiegel (WimS):

„Gruppensitzungen in Gasthäusern, außerhalb der Arbeitszeit, anfangs ohne Verwertungsgedanken; während der Arbeitszeit machten wir jede Art von Redaktionsarbeit, außerdem geißelten wir die Missstände, Weigle als Hermann Rabe, F. W. Bernstein oder Bernhard Schuster, ich als Herr Kin, Lützel Jeman, Paul H. Burg, Arthur Klett oder Alfred Karch … Ein wichtiges Datum ist dann der Februar 1970. Von da ab haben wir WimS in eigener Regie gemacht … 1971 ist wieder ein entscheidendes Datum. Lützel Jeman gibt sein Pseudonym auf … Ich habe das dann in einem langen, strategisch breitangelegten Überleitungsprozess ähnlich wie von Coca Cola zu Coke von Lützel Jeman über Robert Jeman Gernhardt zu Robert Gernhardt gebracht“

Die Erzähler in seinen Geschichten haben oft Namen wie G oder Norbert Gamsbart und sind augenscheinlich an den Namen des Autors angelehnt. Mit ihrer Hilfe konnte Gernhardt Ansichten verbreiten, die im Wesentlichen die eigenen waren, aber von denen er sich jederzeit distanzieren konnte mit dem Hinweis, nicht er, sondern seine Kunstfigur habe sie geäußert.
Hans Mentz ist ein Sammelpseudonym, unter dem in der Satirezeitschrift Titanic verschiedene Autoren die Rubrik Humorkritik verfassen.

## Robert-Gernhardt-Preis
Im Dezember 2008 stiftete die Landesbank Hessen-Thüringen im Andenken an Robert Gernhardt den beim Hessischen Ministerium für Wissenschaft und Kunst angesiedelten Robert-Gernhardt-Förderpreis (heute: Robert-Gernhardt-Preis). Er wird seit 2009 jährlich an je zwei hessische Autoren vergeben, um sie darin zu unterstützen, ein besonderes literarisches Projekt zu verwirklichen. Das Preisgeld beträgt für jeden Preisträger jeweils 12.000 Euro.

## Einzeltitel (Auswahl)
- Die Wahrheit über Arnold Hau. Mit F. W. Bernstein und F. K. Waechter. Frankfurt am Main 1966.
- Ich höre was, was du nicht siehst. Mit Bildern von Almut Gernhardt. Frankfurt am Main 1975.
- Mit dir sind wir vier. Mit Bildern von Almut Gernhardt. Frankfurt am Main 1976.
- Besternte Ernte. Gedichte aus fünfzehn Jahren. Mit F. W. Bernstein. Frankfurt am Main 1976.
- Die Blusen des Böhmen. Zweitausendeins, Frankfurt am Main 1977; daraus u. a. auch die Erzählung Die Falle. Haffmans Verlag, Zürich 1993, ISBN 3-251-30029-6.
- Was für ein Tag. Gedicht. Bebildert von Almut Gernhardt. Frankfurt am Main 1978.
- Welt im Spiegel. WimS 1964–1976. Mit F. W. Bernstein und F. K. Waechter. Frankfurt 1979.
- Halbritters Buch der Entdeckungen. (Texte zu Bildern von Kurt Halbritter). München 1980.
- Die Magadaskar-Reise. Ein Bericht. Frankfurt am Main 1980.
- Wörtersee. Gedichte. Frankfurt am Main 1981.
- Die Drei. Mit F. W. Bernstein und F. K. Waechter. Zweitausendeins, Frankfurt am Main 1981.
- Ich Ich Ich. Roman. Zürich 1982.
- mit Almut Gernhardt: Der Weg durch die Wand: 13 abenteuerliche Geschichten. Insel, Frankfurt am Main 1982.
- Glück Glanz Ruhm. Erzählung Betrachtung Bericht. Haffmans, Zürich 1983; Fischer (TB), Frankfurt am Main 1997, ISBN 3-596-13399-8.
- Gernhardts Erzählungen. Bildgeschichten. 1983.
- Letzte Ölung. Ausgesuchte Satiren 1962–1984. Haffmans, Zürich 1984; Fischer (TB), Frankfurt am Main 2008, ISBN 978-3-596-17913-8.
- Hier spricht der Dichter. 120 Bildgedichte. Zürich 1985.
- Was bleibt. Gedanken zur Literatur. 1985.
- Schnuffis sämtliche Abenteuer. Bildgeschichten. 1986.
- Die Toscana-Therapie. Schauspiel. 1986.
- Kippfigur. Haffmans, Zürich 1986, ISBN 3-251-00081-0.
- Es gibt kein richtiges Leben im valschen. Humoresken. 1987.
- Körper in Cafés. Gedichte. 1987.
- Innen und außen. Bilder, Zeichnungen, Über Malerei. Haffmans, Zürich 1988, ISBN 3-251-00114-0.
- Was gibt's denn da zu lachen? …. Kritik der Komiker, Kritik der Kritiker, Kritik der Komik. Essay. 1988.
- mit F. W. Bernstein: Hört, hört! – Das WimS-Vorlesebuch. 1989. / Hörbuch: Audiobuch Verlag, 2004, ISBN 3-89964-077-2.
- Die Toscana-Therapie. Hörspiel. DeutschlandRadio, 1989.
- Gedanken zum Gedicht. Haffmans, Zürich 1990.
- Reim und Zeit. Gedichte. Stuttgart 1990.
- Lug und Trug. Erzählungen. 1991.
- Weiche Ziele. Gedichte. 1994.
- Über alles. Ein Lese- und Bilderbuch. Haffmans Verlag, Zürich 1994; Fischer (TB), Frankfurt am Main 1996, ISBN 3-596-12985-0.
- Ostergeschichte. Haffmans, Zürich 1995, ISBN 3-251-00274-0.
- Prosamen. Reclam, Stuttgart 1995, ISBN 3-15-009385-6.
- Wege zum Ruhm. Haffmans, Zürich 1995; Fischer (TB), Frankfurt am Main 1999, ISBN 3-596-13400-5.
- Gedichte 1954–1994. Zürich 1996.
- Lichte Gedichte. Haffmans, Zürich 1997, ISBN 3-251-00366-6.
- Vom Schönen, Guten, Baren. Bildergeschichten und Bildgedichte. Haffmans, Zürich 1997, ISBN 3-251-00356-9.
- Reim und Zeit & Co. Gedichte, Prosa, Cartoons, Philipp Reclam jun., Stuttgart 2000, ISBN 3-15-050032-X.
- Der letzte Zeichner. Aufsätze zu Kunst und Karikatur. Haffmans, Zürich 1999; Fischer (TB), Frankfurt am Main 2001, ISBN 3-596-14987-8.
- Unsere Erde ist vielleicht ein Weibchen: 99 Sudelblätter von Robert Gernhardt zu 99 Sudelsprüchen von Georg Christoph Lichtenberg. Haffmans, Zürich 1999.
- In Zungen reden. Stimmimitationen von Gott bis Jandl. Frankfurt am Main 2000.
- Was deine Katze wirklich denkt. Heyne, 2000.
- Reim und Zeit & Co. Gedichte Prosa Cartoons. Reclam, Stuttgart 2000, ISBN 3-15-050032-X, erweiterte Ausgabe 2009, ISBN 978-3-15-018619-0
- Berliner Zehner. Hauptstadtgedichte. Haffmans, Zürich 2001.
- Septemberbuch. Zwanzig Bilder zu zehn Gedichten. Haffmans, Zürich 2002, ISBN 3-251-00375-5.
- Im Glück und anderswo. Gedichte. S. Fischer, Frankfurt am Main 2002, ISBN 3-596-15751-X.
- Herz in Not. Gedichte. S. Fischer, Frankfurt am Main 2004, ISBN 3-596-16072-3.
- Die K-Gedichte. Gedichte. S. Fischer, Frankfurt am Main 2004, ISBN 3-10-025507-0.
- mit Barbara Hoffmeister: Das Randfigurenkabinett des Doktor Thomas Mann. S. Fischer, Frankfurt am Main 2005.
- Gesammelte Gedichte. S. Fischer, Frankfurt am Main 2005, ISBN 3-10-025506-2.[18]
- Später Spagat. Gedichte. S. Fischer, Frankfurt am Main 2006, ISBN 3-10-025509-7.[19]

### Posthume Veröffentlichungen
- Denken wir uns. Erzählungen. S. Fischer, Frankfurt am Main 2007, ISBN 978-3-10-025510-5.
- Ein gutes Wort ist nie verschenkt – Gedichte und Geschichten von Robert Gernhardt. mit Bildern von Almut Gernhardt. S. Fischer, Frankfurt am Main 2009, ISBN 978-3-596-85384-7.
- der ton im wörtersee, Musik: Anne Bärenz und Frank Wolff, Verlag Antje Kunstmann, München 2009, ISBN 978-3-88897-569-1
- Lutz Hagestedt, Johannes Möller (Hrsg.): Was das Gedicht alles kann: Alles. Texte zur Poetik. S. Fischer, Frankfurt am Main 2010, ISBN 978-3-10-025504-4.
  - Hörbuch aus Mitschnitten: Was das Gedicht alles kann: Alles. 5 CDs. Der Hörverlag, München, ISBN 978-3-86717-347-6.
- Kristina Maidt-Zinke (Hrsg.): Toscana Mia. S. Fischer, Frankfurt am Main 2011, ISBN 978-3-10-025512-9.
- Wenn schöne Frauen morgens sich erheben. Ein Lesebuch mit Bildern von Rudi Hurzlmeier. Edition Büchergilde, Frankfurt am Main 2012, ISBN 978-3-940111-93-7.
- Kristina Maidt-Zinke (Hrsg.): Hinter der Kurve. Reisen 1978–2005. Fischer, Frankfurt am Main 2012, ISBN 978-3-10-025513-6 (Auswahl aus Gernhardts „Brunnen-Heften“).
- Der kleine Gernhardt. Fischer, Frankfurt am Main 2017 (Notate aus Gernhardts „Brunnen-Heften“).

## Übersetzung der Werke

### Englisch
- One More Makes Four. 1978.

### Japanisch
- ミスター･Ｐのふしぎな冒険 (Misutā-P-no-fushigi-na-bōken.) 1993, ISBN 4-87576-754-4.

### Niederländisch
- Ik zie ik zie wat jij niet hoort. 1976.
- Wie dit leest is het vierde beest. 1976.
- Wat een dag! Een verhaal. 1978.
- Het goedhartige varken. En andere geschiedenissen. 1981.

### Schwedisch
- Resan till Amerika. 2001.

## Herausgabe
- Halbritters Buch der Entdeckungen. aus dem Nachlass. Carl Hanser Verlag, München 1980, ISBN 3-446-13115-9.
- Otto Waalkes: Das Buch Otto. Hamburg 1980.
- Otto Waalkes: Das zweite Buch Otto. Hamburg 1984.
- mit Christoph Buchwald: Jahrbuch der Lyrik. Darmstadt 1993.
- Günter Nehm: Verspektiven. Fischer Taschenbuchverlag, Frankfurt 2006, ISBN 3-596-17231-4.
- mit Klaus Cäsar Zehrer: Hell und Schnell. 555 komische Gedichte aus 5 Jahrhunderten. Fischer Verlag, Frankfurt 2004, ISBN 3-10-025505-4.

## Filme

### Drehbücher
- Otto – Der Film. 1985
- Otto – Der neue Film. 1987
- Otto – Der Außerfriesische. 1989
- Otto – Der Liebesfilm. 1992

### Filme mit und über Robert Gernhardt
- »Wortwechsel.« Gabriele von Arnim im Gespräch mit Robert Gernhardt. 30 Min., Produktion: SWR, Erstausstrahlung: 30. März 2003.
- Ars Poetica – Robert Gernhardt – Der Reim ist eine komische Fessel. 30 Min., Produktion: Universität Regensburg in Kooperation mit dem Bayerischen Rundfunk, Erstausstrahlung: 22. August 2003, 18:00 Uhr.
- »Das Literarische Quartett«. Zu Ehren Thomas Manns. Produktion: ZDF, Erstausstrahlung: 17. August 2005[20]
- Richtige Gedichte. Robert Gernhardt präsentiert sein Lebenswerk. 48 Min., Produktion: SWR, Erstausstrahlung: 15. Februar 2006, Dichterlesung und anschließend »Literatur im Foyer«. Diskussion mit dem Autor und Heinrich Detering, Kurt Flasch, Martin Lüdke, Rolf Stephan, 60 Min.

## Auszeichnungen und Ehrungen

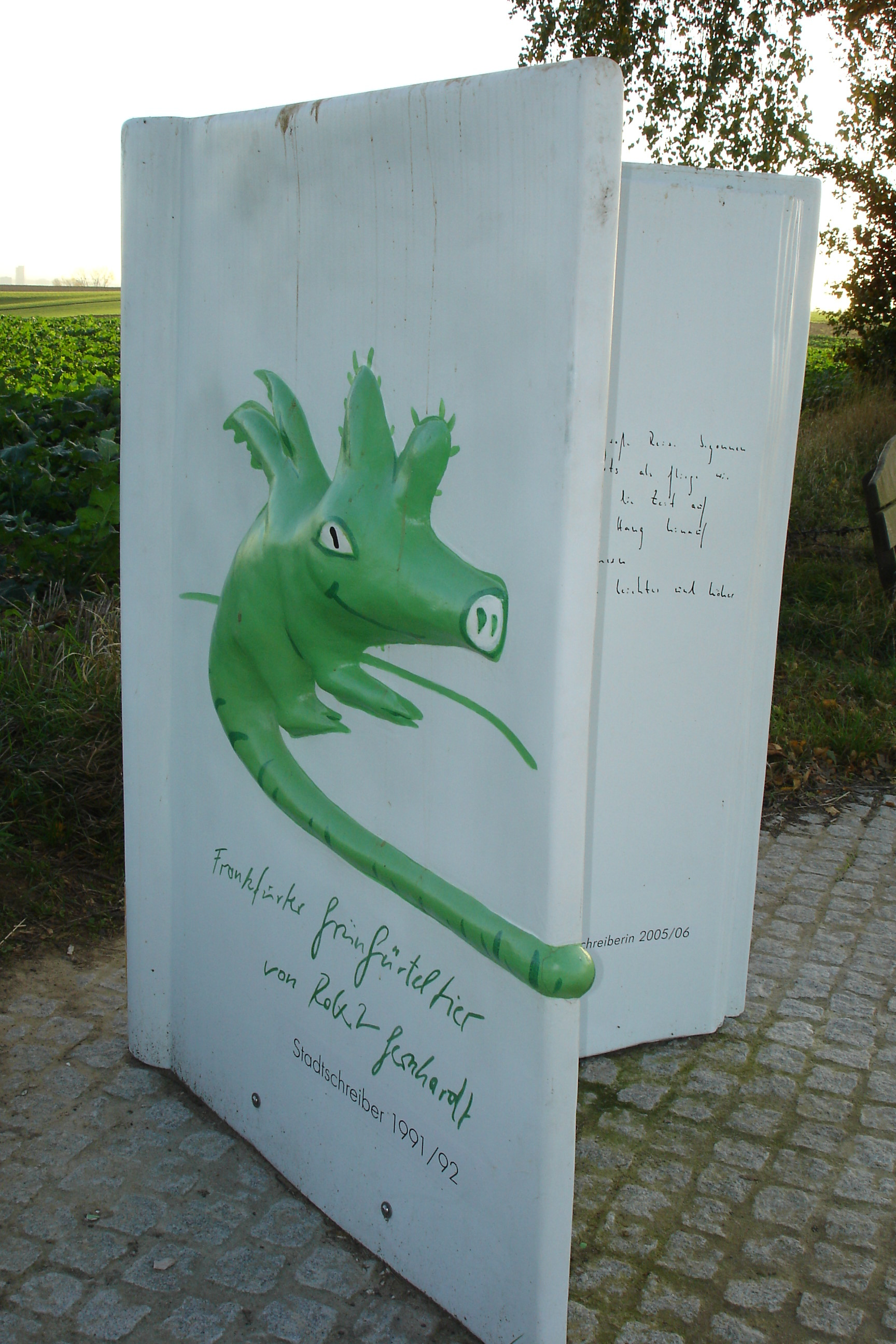
Frankfurter Grüngürteltier auf dem Berger Rücken

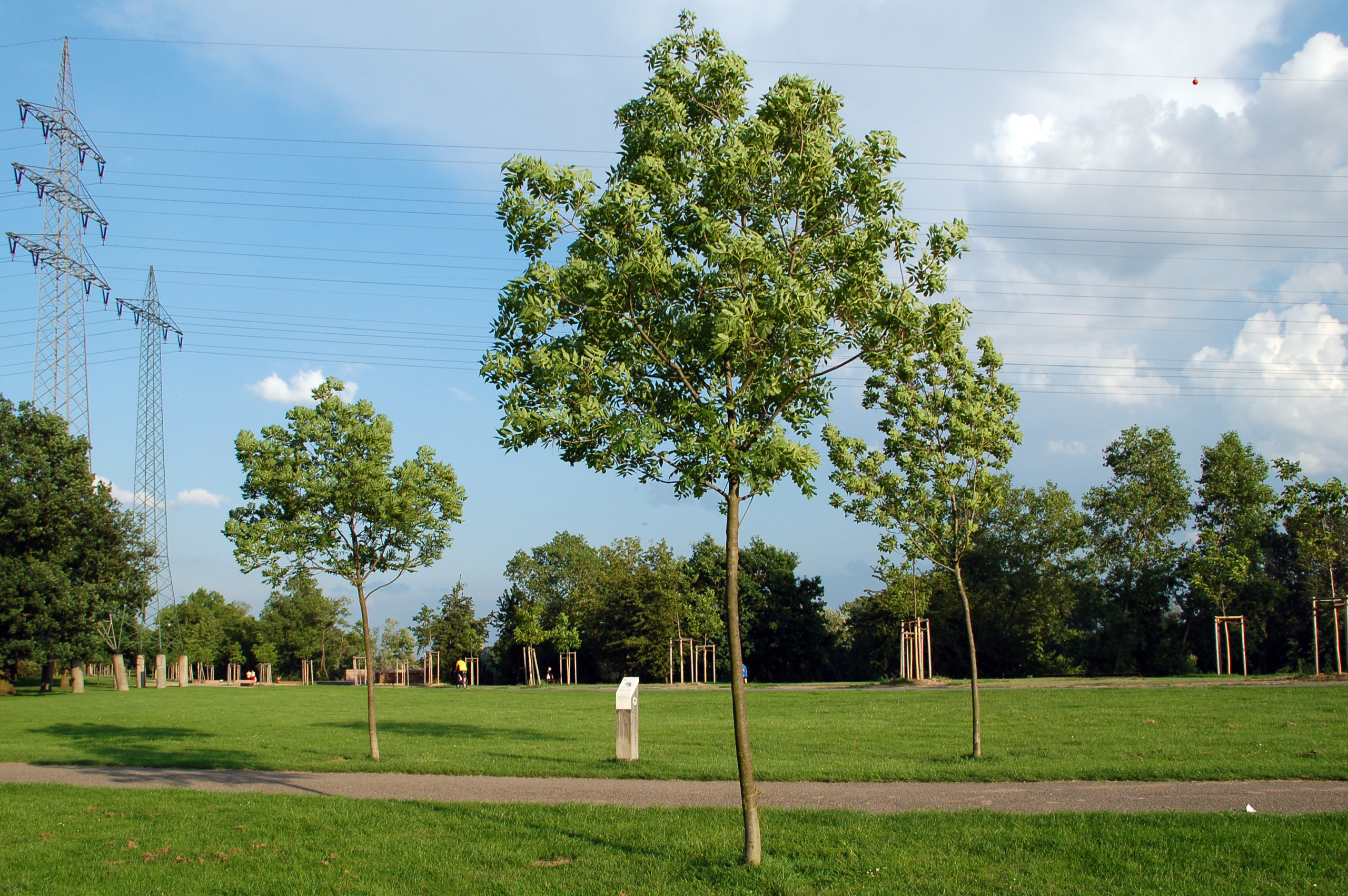
Drei Gernhardt-Eschen mit der GrünGürteltier-Stele „Auf dem Wörth“ in Nied, Frankfurt am Main

- 1977: Zilveren Griffel (Jugendliteraturpreis im Niederländischen Sprachgebiet)
- 1983: Deutscher Jugendliteraturpreis für Der Weg durch die Wand, zusammen mit Almut Gernhardt
- 1987: Deutscher Kritikerpreis
- 1988: Kulinarischer Literaturpreis der Stadt Schwäbisch Gmünd
- 1991: Kasseler Literaturpreis für grotesken Humor
- 1991/1992: Stadtschreiber von Bergen
- 1996: Richard-Schönfeld-Preis für literarische Satire
- 1997: Preis der LiteraTour Nord
- 1998: Bertolt-Brecht-Literaturpreis
- 1999: Göttinger Elch für das Lebenswerk
- 1999: Erich Kästner Preis für Literatur der Erich Kästner Gesellschaft
- 2001: Dr. h. c. der Philosophischen Fakultät der Universität Freiburg im Üechtland, Schweiz
- 2001: Schubart-Literaturpreis
- 2002: e.o.plauen Preis
- 2002: Poet in Residence der Universität-Gesamthochschule Essen im Wintersemester 2001/2002
- 2002: Rheingau Literatur Preis
- 2002: Friedrich-Stoltze-Preis
- 2002: Gernhardt-Eschen an der Wörthspitze in Frankfurt am Main
- 2003: Deutscher Kleinkunstpreis in der Kategorie „Kleinkunst“
- 2003: Binding-Kulturpreis
- 2003: Ehrenmitglied des Art Directors Clubs für Deutschland (ADC)
- 2003: Robert-Gernhardt-Linde in der Lichtenau im Hafenlohrtal im Spessart
- 2004: Heinrich-Heine-Preis der Stadt Düsseldorf
- 2004: Joachim-Ringelnatz-Preis für Lyrik der Stadt Cuxhaven
- 2006: Wilhelm-Busch-Preis
- 2007: Robert-Gernhardt-Brücke mit Skulptur des Frankfurter Grüngürteltiers in Frankfurt-Bonames
- 2013: Robert-Gernhardt-Platz in Göttingen